# Chapelle Sainte-Barbe de Noyal-Pontivy
La chapelle Sainte-Barbe est une chapelle catholique située dans la commune de Noyal-Pontivy, dans le Morbihan (France). Elle est dédiée à sainte Barbe.

## Localisation
La chapelle est située au hameau de Poulvern, en limite méridionale de la commune et en bordure de la route départementale 767. Elle se trouve à environ 1,2 km à vol d'oiseau au nord du centre-bourg du Moustoir-Remungol, 4 km est-sud-est du bourg de Saint-Thuriau, 5,4 km ouest-nord-ouest du bourg de Naizin et 7 km au sud du bourg de Noyal-Pontivy.

## Historique
La chapelle est construite dans la deuxième moitié du XVe siècle,. Elle est reprise au siècle suivant, d'où proviennent plusieurs fenêtres et éléments de charpente. Une importante campagne de restauration est menée au XVIIe siècle durant laquelle est remontée l'élévation occidentale et sont bâtis le porche et la chapelle septentrionale.
À proximité, une fontaine de dévotion est construite en 1601, et une croix monumentale remontée en 1635,.
La chapelle, ainsi que son placître, son calvaire et sa fontaine sont inscrits au titre des monuments historiques par arrêté du 12 décembre 2018.

## Architecture
De plan allongé rectangulaire, elle ne comporte qu'un seul vaisseau. Elle est de style gothique flamboyant.
La chapelle est bâtie en pierres de granite. Sa charpente, surmontée d'une flèche, est couverte d'ardoises.

## Légendes
Une dame blanche, assimilée à Notre-Dame de la Houssaye, passait pour visiter cette chapelle certaines nuits.